# 堀越せな
堀越 せな（ほりこし せな、生年非公開・1月27日）は、日本の声優、女優、アイドル、歌手。宮崎県出身。

## 人物
代々木アニメーション学院福岡校出身。
2016年2月27日にYouTubeの「アイカツ！公式チャンネル」にて配信された「アイカツスターズ！プロジェクト発表会」にて、テレビアニメ・データカードダス『アイカツ！』および『アイカツスターズ！』の楽曲歌唱グループ「AIKATSU☆STARS!」へ、虹野ゆめ（『アイカツスターズ！』主人公）の歌唱担当（「せな from  AIKATSU☆STARS!」名義）として加入することが発表された。
同年4月7日より放送開始したテレビアニメ「アイカツスターズ！」および5月19日より稼働したデータカードダス「アイカツスターズ！」、同シリーズを題材とするアプリゲーム『アイカツ！フォトonステージ！！』にて、歌唱を担当した楽曲が使用された（なお2024年12月15日以降、アイカツ！のキャラクター「服部ユウ」の歌唱も担当することとなった）。歌唱担当としての「せな(from AIKATSU☆STARS!)」名義のほか、「堀越せな」名義にてアニメ・ゲーム・舞台等へ出演を続けている。
2018年3月をもって、「AIKATSU☆STARS!」は『アイカツ！シリーズ』より卒業。
2018年4月22日から2021年4月11日まで、 AIKATSU☆STARS!のメンバーの一人である天音みほとの二人組ユニット「Mi☆nA」として活動。その間およびその後も個人またはグループとして各種コンテンツへの出演を続けている。
2024年11月30日をもってデビュー以来所属していた事務所ディアステージを退所し、フリーで活動することを発表した。

### 性格・嗜好
本人曰く、「元気」な性格。「AIKATSU☆STARS!」加入当初、先輩メンバーのるか（遠藤瑠香）からは、「明るい、笑顔が素敵な、その場の空気を明るくできる子」との第一印象を受けたと語られている。
小学校からバスケットボールの経験があり、中学校ではバスケットボール部に所属、フォワードを務めていた。
趣味として「セルフネイル/カフェ巡り」、特技として「DJ(修行中)/NGなし」を挙げている。
高校時代に介護福祉士の国家資格を取得しているほか、ネイル検定の資格保持者でもある。
時折、個性的な語句の使用が見られる。Mi☆nAの「2回目の（2nd）ライブ」についてTwitterにて「2st」と記載したことがあり、それを契機として、当該ライブのTwitter公式ハッシュタグが「#ミーナ2st」となった例がある。

### 逸話
「AIKATSU☆STARS!」新メンバー加入オーディションの際に、その後同グループに共に加入することとなるりえ（藤城リエ）と出会っている。
同オーディションに合格後、上京。デビュー前、2015年のクリスマス頃に、せな・りえの2名で「スタートライン！」を収録したのが、初レコーディングである。
AIKATSU☆STARS!加入当初から、「次に同グループを引っ張っていく役割（センター）を担う」旨の話を受けており、加入から約1年後の｢アイカツ！ミュージックフェスタ2017（パシフィコ横浜）」をひとつの契機として、従前同グループを牽引していた るか（遠藤瑠香）から引き継ぎつつ、それから約1年後の日本武道館におけるグループの卒業公演（2018年2月）にかけて、その役割を果たした。
同グループでの活動については「まさに"青春"でした」と振り返っており、その後の活動においてもその経験が活きていると思えること、また『アイカツ！』の仲間とでライブできたらいいな、との展望も語っている。その言葉どおり、武道館での卒業公演後においても、2019年10月に開催された「バンダイナムコエンターテインメントフェスティバル」において『アイカツ！シリーズ』枠のアーティストの一人として出演し、東京ドームにてソロ歌唱を披露するなど、活躍の場を拡大し続けている。
2016年当初「声優」とは位置付けを異にする「歌唱担当」としてのデビューだったものの、声優活動は「デビュー前からずっと夢見ていたことだった」と語っており、2020年には「最響カミズモード！」にて初のアニメレギュラー声優の担当を得るなど、その積日の思いを実現している。
2021年9月頃から猫（エキゾチックショートヘア）の「もち吉」と暮らしており、SNSの投稿等にしばしば登場する。
また、2025年1月から そのもち吉と自身、実姉をアイコンに据えた『猫と姉妹と』という食コンテンツの発信を開始した。

## 出演

### イベント・ライブ

#### 「せな from  AIKATSU☆STARS!」名義
2019年以降みられる「せな」名義での出演を含む。
2016年
- AnimeJapan2016 ファミリーアニメフェスタ2016 アイカツ！カード配布会（3月27日）
- アイカツスターズ！ 組生スカウトキャラバン in イオンモールりんくう泉南「四ツ星学園入学ライブ☆」（5月4日）
- アイカツスターズ！組生スカウトキャラバン in イオンレイクタウンkaze｢四ツ星学園入学ライブ☆｣（5月7日、8日）
- 劇場版アイカツスターズ！前売り券&劇場版ポスターお渡し会（5月14日、15日、ヨドバシカメラマルチメディアAkiba）
- 東京おもちゃショー2016 ｢祝☆四ツ星学園入学20万人♪AIKATSU☆STARS！スペシャルライブ｣（6月11日、東京ビッグサイト バンダイステージ）
- DEARSTAGE SHOWCASE 2016（6月24日、品川ステラボール）
- アイカツスターズ！プレミアチケットセット&劇場版ポスターお渡し会  for Lady&Family@アイカツ！スタイル原宿店（7月9日）
- AIKATSU☆STARS！ハルナツ感謝祭（7月23日、JSF科学技術館 サイエンスホール）
- 横浜F・マリノスホームゲーム 劇場版アイカツスターズ！コラボイベント（7月30日、横浜国際総合競技場（日産スタジアム）トリコロールステージ）
- 劇場版アイカツスターズ！公開二日目舞台挨拶(8月14日、横浜ブルク13・T・ジョイPRINCE品川・新宿バルト9)
- 劇場版アイカツスターズ！公開記念イベント「夏だっ！ライブだっ！アイカツ！だっ！！！」＠ラゾーナ川崎 ミニライブ・ポスターお渡し会（8月15日）
- ちゃおサマーフェスティバル2016｢劇場版アイカツスターズ！大ヒット御礼ステージ｣（8月20日、パシフィコ横浜 展示ホール）
- 劇場版アイカツスターズ！公開記念イベント「夏だっ！ライブだっ！アイカツ！だっ！！！」@エアポートウォーク名古屋（8月21日）
- 劇場版アイカツスターズ！AIKATSU☆STARS!ミニライブ付き上映会（8月27日、丸の内TOEI）
- ｢1,2,Sing for YOU！/So Beautiful Story｣リリースイベント｢四ツ星学園音楽祭｣（10月1日、池袋サンシャインシティ噴水広場） 
- No Maps presents｢SAPPORO ANI-HIGH!!｣（10月15日、Zepp Sapporo）

2017年
- かなざわアニメソングフェス2017（2月26日、北陸電力会館 本多の森ホール）
- フォトカツ！presents アイカツ！ミュージックフェスタ2017（3月25日アイカツスターズ！ナイトタイム、3月26日アイカツスターズ！ファミリータイム、パシフィコ横浜 国立大ホール）
- アイカツスターズ！「ヴィーナスアーク来航記念！デビューイベント inラゾーナ川崎プラザ」（4月16日）
- アイカツスターズ！「ヴィーナスアーク来航記念！デビューイベント inエアポートウォーク名古屋」（4月23日）
- データカードダス アイカツスターズ！星のツバサシリーズレッスンイベント（4月30日、あべのHoop オープンエアプラザ）
- ＠JAM2017 DAY2（5月28日、ZeppDiverCity）
- アイカツスターズ！｢Fantastic Ocean｣リリースイベント｢Fantastic Summer Festival｣ （7月8日、TokyoDomeCityラクーアガーデンステージ）
- アイカツ！フェス☆ inエアポートウォーク名古屋（8月15日）
- アイカツ！フェス☆ inラゾーナ川崎プラザ（9月10日）
- アイカツ！５周年記念｢サイン入りポストカード｣お渡し会@新宿マルイアネックス（10月1日）
- 中野×杉並アニメフェス2017 アイカツスターズ！LIVE（10月28日、座・高円寺）
- アイカツ！ in富士急ハイランド｢AIKATSU☆STARS！FUJIYAMA LIVE！｣（12月16日）

2018年
- AIKATSU☆STARS！ スペシャルLIVE TOUR『MUSIC of DREAM!!!』（1月6日宮城・仙台銀行ホール イズミティ21 大ホール／1月8日東京・TokyoDomeCityHall／1月14日大阪・オリックス劇場／1月27日愛知・瀬戸市文化センター／2月3日福岡・福岡国際会議場）
- アイカツ！ミュージックフェスタ for ファミリー（1月8日、TokyoDomeCityHall）
- アイカツ！ミュージックフェスタ in アイカツ武道館！（2月27日、28日、日本武道館）
- ラジカツスターズ！公開録音 in富士急ハイランド（3月10日）
- アイカツ！シリーズ5thフェスティバル！！DAY2（9月9日、幕張メッセ イベントホール）

2019年
- アイカツ！ミュージックフェスタ in アイカツ武道館！～応援上映会～ DAY2 トークゲスト（2月19日、品川ステラボール）
- 20th Anniversary Live ランティス祭り2019 A・R・I・G・A・T・O ANISONG DAY1（6月21日、幕張メッセ）
- 「アイカツフレンズ！」BEST FRIENDS！ スペシャルLIVE ～Thanks⇄OK～（8月17日、パシフィコ横浜 国立大ホール、シークレットゲスト）
- ちゃおサマーフェスティバル2019「アイカツフレンズ！みんなでアツい思い出つくっちゃお♪」（8月18日、パシフィコ横浜 展示ホール、シークレットゲスト）
- 「アイカツスターズ！」感謝祭「We are STARS」（9月29日、日本青年館ホール）
- アイカツ！スタイル&AIKATSU!Style for LADY Limited Shop 爽秋2019 京都マルイ お渡し会（10月22日）

2020年
- オールアイカツ！ミュージアム トークショー（1月13日、東京アニメセンター）
- アイカツオンパレード！ユニットライブツアー ユニパレ！宮城公演（1月19日、Renza）

2022年
- CDTVライブ！ライブ！フェスティバル！2022 DAY1（9月17日、東京ガーデンシアター）
- アイカツ！シリーズ 10th Thanks Party ＜2nd month＞（11月26日、LINE CUBE SHIBUYA）

2023年
- アイカツ！シリーズ 10th ANNIVERSARY アイカツ！ミュージックフェスタ FINAL ～前夜祭～（2月18日、東京ガーデンシアター）
- アイカツ！シリーズ 10th ANNIVERSARY アイカツ！ミュージックフェスタ FINAL（2月19日、東京ガーデンシアター）
- アイカツスターズ！アコースティックライブ「Resound Stars！ ―星々のクリスマス― 」（12月25日、日本橋三井ホール）

2024年
- 「アイカツ！」あかりGeneration 10周年記念イベント『キラッキラ！』ゲスト（12月15日、横浜BUNTAI）

2025年
- 「アイカツ！デザインマートBYアイカツ！スタイル」POPUPSHOP キャスト来店イベント（2月23日、神戸マルイ）
- アイカツ！シリーズ 10th Anniversary Album Vol.13「PRISM NAVIGATOR」発売記念イベント「ラジカツ！出張版」（8月24日、animate hall BLACK）

#### 「堀越せな」名義
2017年
- DEARSTAGE WEEK supported by japanぐる〜ヴ(BS朝日)ディアステージ・オールスターズ DAY2（3月21日、品川プリンスホテルクラブeX）
- 夢見る☆ディアステージ inサンリオピューロランド（5月20日、21日）
- 艶めく☆ディアステージ（8月6日、新橋演舞場 地下特設会場「東(あずま)」）

2018年
- DEARSTAGE WEEK supported by japanぐる～ヴ(BS朝日)ディアステージ選抜 Day1（3月26日、品川プリンスホテルクラブeX）
- 天音みほ・堀越せなSpecial LIVE（4月22日、TwinBoxAKIHABARA）
- 夢みる☆ディアステージ in サンリオピューロランド ２度寝（5月27日、6月2日）
- Mi☆nA 1stシングル「ミラクルこまらないで」リリースイベント（6月13日-18日、ヴィレッジヴァンガード渋谷本店ほか）
- Mi☆nA 1stライブ｢Welcome to Miracle World!｣（6月23日、青山RizM）
- 旅する☆ディアステージ 信濃編 夜の部（7月21日、長野CLUB JUNKBOX）
- 旅する☆ディアステージ 越後編 夜の部（7月22日、LIVE HOUSE 柳都SHOW CASE）
- TOKYO IDOL FESTIVAL2018 DAY2（8月4日、お台場FUJI YOKO STAGE,DREAM STAGE）
- Mi☆nA 2ndシングル「さよならのキセツ」リリースイベント（8月7日-23日、秋葉原ディアステージほか）
- さかまリス子爆誕フェス～秋葉原Bon Voyage～（8月19日）
- Mi☆nA MTG#2 （9月17日、渋谷eggman）
- SEPT Artist Collection Vol.3~5th ANNIVERSARY LIVE 第1部・第2部（10月7日、南青山Future SEVEN）
- Mi☆nA 2st（2nd）ライブ｢Welcome to Mi☆nA World！～Mi☆nAのこと教えるね？～｣（10月13日、渋谷WWWX）
- Mi☆nA 3rdシングル ｢恋のマジックナンバー｣ リリースイベント（10月19日、Space emo池袋）
- 舞台「Wake Up,Girls！~青葉の軌跡~」BD発売記念イベント（10月20日、世田谷区民会館）
- 筑田浩志 トリビュートライブ in Tokyo（10月27日、 Space emo池袋）

2019年
- 堀越せな生誕祭+デビュー４年目突入記念ライブ｢SENA｣～前夜祭～（3月16日、名古屋ディアステージ）
- 堀越せな生誕祭+デビュー４年目突入記念ライブ｢SENA｣（3月17日、新宿ZircoTokyo）
- Mi☆nA 3rdライブ「みんな×2 Mii☆nnA！」（5月3日、下北沢GARDEN）
- Mi☆nA Newシングル「みんな×２ Mii☆nnA!!」リリースイベント（5月11日 - 7月6日）
- デリッシャス！vol.1～フルコース～（5月14日、下北沢GARDEN）
- ディアステージとパーフェクトミュージックがなにかを発表する合同ライブ。きりひらけ！れいわっ！at ZEPP TOKYO（6月7日）
- たぬきゅん＆キティのズッ友♡Forever☆  （6月15日・6月22日、サンリオピューロランド）
- LinQ / Mi☆nA 合同ライブだし、チケットとっとっと！！（6月16日、天神ベストホール）
- DSPM EXTRA（7月14日、新宿LOFT）
- 吉田豪×南波一海の"このアイドルが見たい" 2019炎帝（7月16日、LOFT9）
- Mi☆nA "みんな"でMi☆nAとファンミーティング！？（7月27日、品川J-SQUARE）
- TOKYO IDOL FESTIVAL2019（8月3日、お台場FUJI YOKO STAGE,FESTIVAL STAGE）
- デリッシャス！vol.4～ささかまリス子生誕スペシャル ビュッフェ～（8月22日、TSUTAYA O-nest）
- ＠JAM EXPO2019（8月25日、横浜アリーナ）
- 新星堂presents「iPop fes Vol.82～ディアステ祭～」（9月1日、池袋サンシャインシティ噴水広場）
- Summer Fiction（9月14日、渋谷Milkyway）
- iCON DOLL LOUNGE 2019 Autumn Collection（10月6日、神田明神ホール）
- 人狼系アドリブ推理バトル「レジスタンスイレブン」～ガールズ版～（10月13日・10月14日、東京映画・俳優&放送芸術専門学校ホール）
- バンダイナムコエンターテインメントフェスティバル DAY2（10月20日、東京ドーム）
- きゅーアイ的な歌祭りスペシャル（11月17日、福岡ポケット）
- 『アパシー 学校であった怖い話』ドラマCD発売記念 第二回 鳴神学園生徒総会（11月21日、新宿LOFT/PLUS ONE）
- エアトリ presents 毎日がクリスマス2019 〜 聖なる☆ディアステージvol.2（12月25日昼公演、横浜赤レンガ倉庫1号館 3Fホール）

2020年
- アリスインプロジェクト「新春！デッドリー祭」（1月4日、シアターKASSAI）
- Mi☆nAとENGAG.INGのミラクルラジオスターター! 公開収録・Mi☆nAとENGAG.INGのミラクルライブスターター! vol.1（1月12日、神田明神ホール）
- 人狼系アドリブ推理バトル「レジスタンスイレブン」～ガールズ版～ 配信＆DVD応援イベント（2月16日、コフレリオ新宿シアター）
- 堀越せな生誕祭＋デビュー4周年記念ライブ（7月5日、横浜BRONTH 無観客配信公演）
- ディアステージオータムフェス「劇デちゃん生」by 劇団☆ディアステージ（11月6日、労音大久保会館R'sアートコート）ゲスト出演 
- Mi☆nA Newシングル「Stormy」リリースイベント（11月24日 - 翌4月4日、エンタバアキバほか）
- まけんグミTHE☆TV WALLOP「西葉瑞希のひとりでできない⁉︎もん!」（12月12日、押上WALLOP放送局）ゲスト出演 
- 電音部非公式自主練『PALLET PARK in AKIBA』（12月20日、秋葉原エンタス） 
- アキバ大好き！祭り（12月26日、ベルサール秋葉原） 
- 胡桃沢娘飯店 ゲスト（12月27日、秋葉原ディアステージ） 

2021年
- 代々木アニメーション学院福岡校オープンキャンパス（1月17日、代々木アニメーション学院福岡校） 
- Mi☆nA LAST LIVE（4月11日、池袋harevutai） 
- 電音部 ベストアルバムリリースイベント（6月30日、アニメイト池袋本店） 
- 映画「現代怪奇百物語 肆之章」プレミアム上映会（7月3日・17日、渋谷ユーロライブ）
- 電音部 1st LIVE -Make Waves-（10月30日・31日、立川ステージガーデン） 
- 電音部 LIVE ＠サンリオピューロランド（11月23日、サンリオピューロランドエンターテイメントホール） 
- プロジェクト東京ドールズ 特別イベント（11月26日、池袋harevutai） 
- イロアワセ vol.2 ～NeON～（12月5日、全電通労働会館） - ダリア 役 

2022年
- RESPECT FOR GEEKS vol.1（2月27日、渋谷WOMB） 
- 電音部 2nd LIVE -BREAK DOWN-（3月19日、パシフィコ横浜 国立大ホール） 
- 映画「カルマカルト」舞台挨拶（4月2日・14日、シネ・リーブル池袋）
- 長谷川玲奈 生誕祭「RENA‘S 21st BIRTHDAY 2022」（4月3日、天王州アイル KIWA）ゲスト出演
- ロリータ変身ラフォーレ原宿チェキ会（4月8日、東京KAWAIIスタジオ原宿） 
- 堀越せな生誕祭＋(もうすぐ)デビュー6周年記念ライブ（4月23日、渋谷Spotify O-nest）
- バンダイナムコエンターテインメントフェスティバル 2nd DAY1（5月14日、ZOZOマリンスタジアム）
- イロアワセ vol.3『LiLY whIte』（7月1日・3日、浅草花劇場） - 桃田芽依 役 
- 電音部 ベストアルバム -シーズン.1- The Lights リリースイベント（7月18日、AKIHABARAゲーマーズ本店） 
- 電音部 2nd LIVE 上映& DJイベント 桜卯月の部（8月20日、恵比寿ガーデンホール） 
- 蔀祐佳 生誕「しどみんの森探検~2022~」ゲスト（8月20日、代官山UNIT）
- イナズマロックフェス 2022 DAY2（9月18日、滋賀県草津市 烏丸半島芝生広場） 
- ACE of CUPS Vol.6（10月23日、Spotify O-nest） 
- 日章祭2022（10月28日、日章学園） 
- 電音部エリアミーティング アキバ（10月29日、渋谷WOMB） 
- 胡桃沢まひる ぷち生誕祭2022～帰ってきたメイドさん～ゲスト（12月10日、秋葉原ディアステージ） 

2023年
- 〜5G LAB×mysta〜 アイドル V×R フェス（2月27日、品川インターシティホール） 
- 堀越せな(プチ)生誕祭にゃ！！（3月3日、秋葉原ディアステージ） 
- #DJTIME_CLUB（3月12日、浅草花劇場） 
- EVOLUTION POP!EXTRE（3月21日、Spotify O-EAST） 
- 電音部バトルロイヤル＆電音部カンファレンス（3月25日、JSF科学技術館 サイエンスホール） 
- 堀越せな生誕祭＋デビュー7周年記念ライブ（4月9日、渋谷Spotify O-nest） 
- アイドルジェネレーション vol.60（4月22日、中野サンプラザ） 
- 肉フェス2023 Theカーニバル TOKYO ステージ「ネットカルチャーDAY」（5月4日、お台場青海地区P区画） 
- TIF ASIA TOUR 2023 in Seoul（6月3日、ソウル特別市 WEST BRIDGE） 
- TASDF2023 Anime Subculture DJ Festival（6月4日、ソウル特別市 ALIVE HALL） 
- SPARK 2023 in YAMANAKAKO（7月15日、山中湖交流プラザ きらら） 
- #D4DJ_DJTIME CLUB（7月22日、飛行船シアター） 
- 電音部×WIXOSS コラボ開催記念生放送（7月26日、namcoTOKYO） 
- 蒼小比奈生誕イベント １部ゲスト（8月13日、秋葉原ディアステージ） 
- dotyellfes SUMMER SP 2023（8月14日、KT Zepp YOKOHAMA） 
- @JAM EXPO2023（8月26日、横浜アリーナ）
- 電音部 アキバエリア 1st LIVE -ニーハオ★ハーバー！赤レンガ！？シュウマイ食べたい(´～｀)腹ペーコー！（9月3日、横浜1000club） 
- 東京ゲームショウ2023サイドイベント「Tokyo Blockchain Game Blast with CoinMusme」（9月20日、Andaz Tokyo） 
- 「ウィクロスフェス with 電音部」トークステージ（9月24日、TFTホール1000） 
- 電音部 シンサイバシエリア1st LIVE“ほな、いこか〜！”（10月29日、心斎橋club Joule） 
- アミューズメントエキスポ AMUSEMENT MUSIC FES 2023（11月25日、東京ビッグサイト ） 
- エアトリ presents 毎日がクリスマス 2023~聖なる☆DSPMLIVE（12月17日、横浜赤レンガ倉庫1号館 3Fホール） 

2024年
- 電音部 ULTRA EXPO 2024（1月6日、パシフィコ横浜 国立大ホール） 
- 堀越せな(プチ)生誕祭アル！！（1月27日、秋葉原ディアステージ） 
- オカオガトウダイ（2月11日、duo MUSIC EXCHANGE） 
- 第1回 電音部メンバーシップ限定！公開ラジオ収録！（2月18日、バンダイナムコ未来研スタジオ） 
- 堀越せな生誕祭＋デビュー8周年記念ライブ（3月10日、KOENJI HIGH） 
- 電音部4周年記念生配信 in namcoTOKYO（6月28日、namcoTOKYO） 
- ronron電影Fes（8月13日、原宿RUIDO） 
- 長谷川玲奈FCイベント『私の夏休み Summer Holiday ～でーじ綺麗な海を大冒険～』ゲスト（9月7日、THECOO株式会社イベントスペース） 
- 第1回 電音部メンバーシップ限定！DJイベント！（9月14日、バンダイナムコ未来研スタジオ） 
- NAKAYOSHI FES.2024（9月21日、渋谷WOMB） 
- #エンタス6周年 DAY1（10月5日、秋葉原エンタス） 
- 池袋電音部 AREA MEETING「DEN-ON-BU ANTHOLOGY」（10月14日、渋谷WOMB） 
- 堀越せな 心斎橋に参上！（10月19日、心斎橋ディアステージ） 
- イロアワセ~IROAWASE LiVE~ 1部（10月26日、Theater Mixa） 
- アミューズメントエキスポ AMUSEMENT MUSIC FES 2024（11月16日、東京ビッグサイト ） 
- 堀越せな第1章完結！（11月17日、秋葉原ディアステージ） 
- 電音部メンシVIP限定リアルイベント（11月23日、namcoTOKYO） 
- #DSPMLIVE（11月24日、浅草花劇場） 
- 松田彩希＆堀越せなChris nya s Party（12月22日、#chord_） 
- OKINI☆PARTY'S 〜紡年会2024〜（12月27日、Space Odd） 
- 電音部ゆく電くる電2024（12月29日、バンダイナムコ未来研スタジオ） 

2025年
- 堀越せなプチ生誕祭2025（1月26日、Cafe&Bar Palette） 
- MIX TOKYO DJ PARTY 01（1月31日、namcoTOKYO） 
- 堀越せな１日店長 in 浅草明治屋（2月15日、浅草明治屋） 
- 電音部 4th LIVE -IDOL FORCE HARMONY-/-MUSIC FOR LIBERTY-（3月8日・9日、立川ステージガーデン） 
- 堀越せな&もち吉 松田彩希&ぽんず カレンダーお渡しイベント（3月30日、CasaBlan幡ヶ谷） 
- デリッシャス＋〜ララ・ライチ〜（4月18日、上野音横丁） 
- 肉フェス 2025 TOKYO ステーキ王決定戦【アニソン＆アキバカルチャーDAY 2皿め】（5月4日、お台場特設会場） 
- 堀越せな × KINGLYMASK 一日店長イベント（5月6日、KINGLYMASK原宿本店） 
- DEN-ON CROSS BOOTLEG（6月3日、nagomix） 
- フジシロックフェス（6月7日、下北沢レッグ） 
- イロアワセvol.3.α『LiLY whIte』（6月12日 - 15日、中野HOPE） - 桃田芽依 役
- 堀越せな×遠入ももツーマンライブ『Magical:Bit♡』（6月22日、上野Untitled） 
- 電音部 5TH ANNIVERSARY DJ PARTY（6月28日、namcoTOKYO） 
- トリプルセブン〜ななせの日って事？！〜（7月7日、原宿ストロボカフェ） 
- 堀越せな『デビュー9周年イベント』~宮崎凱旋編~（7月13日、宮崎LAZARUS） 
- 蒼小比奈 Last Birthday Event『足跡』（7月27日、BUZZ music LABO Shinjuku） 
- 電中祭 DEN-NAKA-SAI（8月9日、渋谷WOMB） 
- デリッシャス＋ささかまリス子生誕スペシャル〜Happy Happy Harper〜（8月10日、吉祥寺スターパインズカフェ） 

### テレビアニメ
2017年
- 闇芝居 四期（女子中学生（穂乃花）[242]）

2019年
- 闇芝居 七期（ミコト、千恵[243]）

2020年
- 最響カミズモード!（亜山ルナ[244]）

2024年
- アニマルパークへ行こう！（チバテレ「キャストウォッチ」内アニメ）（もか[245]）

### Webアニメ
2022年
- ミニ豆ちゃん 日本語吹き替え版（ロリィタ・ココア・レイナ・バイショウラン・サイカ、係員豆）

### ゲーム
2021年
- データカードダス 最響カミズモード!（2弾-、亜山ルナ）
- 刻のイシュタリア（トリスタン）
- サイキックアクションMORPG『CLOSERS』（コノミ＝ホシナ）
- ステラメイデン ～リフレクスター～（デネボラ、ガニメデ、スクトゥム）
- クッキーラン: キングダム（ブルーベリー味クッキー、楽しそうなドリアン海賊）

2022年
- ヴェルヴェット・コード（ボーグ）
- フェアリースフィア（桜〈妹〉、リンゴ）
- メモリア～夢の旅人と双子の案内人～（ナジミ）

2023年
- トワツガイ（カッコウ）
- 姬斗无双・X-Girls（Catherine、Emblaほか）
- パルティグランデ（スコットランド、ミーメイ）
- ハツリバーブ -HAZE REVERB-（リリス、森村鬼之介、瓏ほか）

2024年
- コインムスメ（ドジィ）

2025年
- 純白ファンタジー（ミーメイ）

### デジタルコミック
- 電音部 コミックムービー（2020年、茅野ふたば）

### その他コンテンツ
- キャラクタープロジェクト『電音部』（2020年、茅野ふたば[253]）
- アプリ「Replive」堀越せなファンダム（2025年 - ）[254]

### ドラマCD
2017年
- 幻影シリーズ 「幻影のメサイア」 ドラマCD Vol.1『才能（ちから）と逃避と友情と』（ルーシア・ナイトウォーカー）
- 幻影シリーズ 「幻影のメサイア」 ドラマCD Vol.2『アウェイクニング・フォークロア』（ルーシア・ナイトウォーカー）

2019年
- 「アパシー 学校であった怖い話」ドラマCD（不知火美鶴）

### 吹き替え
- カラミティ（英語版）（2021年、みつあみ少女）[260]
- あなたがここにいてほしい（2022年、スタッフ3 / 店員）[261]

### CM
- Nintendo 3DS｢たまごっちのプチプチおみせっち～にんきのおみせあつめました～｣ （2017年、CMナレーション）[262]

### 舞台
2017年
- アリスインプロジェクト｢真説・まなつの銀河に雪ふるほし｣ （1月11日 - 15日、六行会ホール）- リル 役
- アーラェ アンゲリー 第13回公演｢またまた、笑いのツボ～ただやってみたかっただけ～｣（11月17日、19日）

2018年
- 劇団☆ディアステージ旗揚げ公演「殺し屋と悪魔」（3月11日、労音大久保会館R'sアートコート） - 悪魔 役
- オッドエンタテインメントPresents 舞台「Wake Up,Girls! 青葉の軌跡」（6月6日 - 6月10日、草月ホール） - 相沢菜野花 役
- SEPT×HauntedObachestra Entertainment Live Stage｢オバケストラ！｣（7月11日 - 7月16日、シアターサンモール） - 主演 三条美琴 役
- 劇団☆ディアステージ 第二回公演｢コロちゃんと悪魔｣（9月1日、労音大久保会館R'sアートコート） - 日替わりゲスト ほりこしせな 役
- 「増田こうすけ劇場 ギャグマンガ日和 向かい風100%｣ （9月5日 - 9月9日、伝承ホール）- Wキャスト 受手ミミ 役
- SEPT Vol.8｢MIRRORION(ミラリオン)｣（11月7日 - 11月12日、博品館劇場）-  円城寺花音 役

2019年
- 舞台 ｢忍び、恋うつつ｣（1月18日 - 27日、新宿村LIVE） - 片桐かえで（ヒロイン）役
- 舞台｢プロジェクト東京ドールズ｣（2月27日 - 3月10日、新宿村LIVE） - ヒヨ 役
- 「劇団☆ディアステージ」×「トキヲイキル」コラボステージ 舞台「四月の霊」（4月29日、労音大久保会館R'sアートコート） - 東京公演ゲスト おばけ 役
- 舞台「乱歩奇譚 Game of Laplace ～怪人二十面相～」（8月5日 - 12日、品川プリンスホテル クラブeX）- ミナミ 役
- 舞台『DARKNESS HEELS～THE LIVE～』（9月13日：新座市民会館、9月18日 - 23日：シアター1010） - ハルカ 役
- アリスインプロジェクト「アリスインデッドリースクール コネクト」（11月7日 - 10日、新宿村LIVE） - W主演 墨尾優 役
- 舞台『DARKNESS HEELS～THE LIVE～ SHINKA』（12月5日 - 15日、CBGKシブゲキ!!） - ハルカ 役

2020年
- 舞台『Cutie Honey Emotional』（2月6日 - 9日、サンシャイン劇場） - ピンキークロー 役
- 舞台「キューティーハニー The Live〜秋の文化祭〜」（9月30日 - 10月4日、シアター1010） - ピンキークロー 役

2021年
- 舞台「プロジェクト東京ドールズ　二期 THE GARDEN・三期 SKY TOWER同時公演」（2月20日 - 28日、シアター1010） - ヒヨ 役
- 舞台「キューティーハニー CLIMAX」（6月17日 - 20日、シアター1010） - ピンキークロー 役
- 舞台「幽幻道士 キョンシーズ THE STAGE」（12月8日 - 12日、新宿村LIVE） - デッパ 役

2022年
- 劇団☆ディアステージ 第５回公演｢笑女A｣（9月10日、シアターKASSAI） - 日替わりゲスト 堀越せな 役

2023年
- 舞台「十五少女漂流記」（2月3日 - 2月6日、シアター1010・2月23日、海老名市文化会館） - ジェニファー 役
- 舞台「トワツガイ」（6月16日 - 6月25日、サンシャイン劇場） - カッコウ 役
- 劇団☆ディアステージ 第７回公演・旗揚げ５周年記念興行｢トラブルメーカーwww・2 ～隣の星は青く見える～｣（7月9日、築地本願寺ブティストホール） - 日替わりゲスト 堀越せな 役

2024年
- グリザイア：ファントムトリガー THE STAGE（5月2日 - 5月6日、飛行船シアター） - 有坂秋桜里 役
- 舞台「トワツガイⅡ」（7月18日 - 7月23日、大手町三井ホール） - カッコウ 役

2025年
- SEPT fate to ReAnimation「Rebellion」（10月3日 - 13日〈予定〉、こくみん共済 coop ホール/スペース・ゼロ）

### 朗読劇
2024年
- 朗読劇「夢から醒めない夢を見よ。」（9月11日、シアター・アルファ東京） - とある女 役

### 映画
- 劇場版 現代怪奇百物語 肆ノ章「カルマカルト」（2021年） - 嘉山 華 役[298]

### その他番組
2016年
- YouTube アイカツ！公式チャンネル 『アイカツスターズ！プロジェクト発表会』（2月27日公開）
- Lantisネットラジオ｢ラジカツスターズ！｣（第1回 2016年4月11日配信～第102回 2018年3月26日配信）AIKATSU☆STARS！メンバーが週替わりでパーソナリティを担当
- YouTube アイカツ！公式チャンネル 『AIKATSU☆STARS！が「データカードダス アイカツスターズ！」をあそんでみた♪』（5月23日公開）
- YouTube アイカツ！公式チャンネル 『 AIKATSU☆STARS！がブロマイドメイクに挑戦☆』（5月26日公開）
- YouTube アイカツ！公式チャンネル 『 AIKATSU☆STARS！春フェス紹介』（5月31日公開）
- YouTube アイカツ！公式チャンネル 『 AIKATSU☆STARS！AIKATSU！STYLE紹介』（6月9日公開）
- YouTube アイカツ！公式チャンネル 『 ニンテンドー3DS基本無料ダウンロードゲーム「アイカツスターズ！ファーストアピール」をやってみた！』（7月22日公開）
- YouTube アイカツ！公式チャンネル 『 AIKATSU☆STARS！「ハルナツ感謝祭」8/6有料ライブ配信決定！』（7月26日公開）
- YouTube アイカツ！公式チャンネル 『 アイカツ！モバイルであそんでみた！』（7月28日公開）
- YouTube アイカツ！公式チャンネル 『 劇場版スペシャルステージであそんでみた！』（8月3日公開）
- YouTube アイカツ！公式チャンネル 『 オンエアバトルであそんでみた！』（8月4日公開）
- バンダイチャンネル AIKATSU☆STARS！ハルナツ感謝祭 夕方回 ライブ配信（8月6日）
- テレビ東京「劇場版アイカツスターズ！公開記念特別番組」（8月11日放送）
- 文化放送「～TRUEのおもてなしラジオ～ 鶴松屋へようこそ」ゲスト出演（8月13日放送）
- Youtube「AIKATSU☆STARS! せな オーディション応援メッセージ」（11月6日公開）

2017年
- YouTube アイカツ！公式チャンネル 『 AIKATSU☆STARS！せな／りさが星のツバサ1弾であそんでみた！』（3月30日公開）
- ニコニコ生放送｢電脳ラボラトリー｣ #23 ゲスト出演（4月27日）
- スペースシャワーTV 小沢健二「流動体について」MV出演（5月）
- 文化放送 超A&G+｢A&G ARTIST ZONE THE CATCH｣内コーナー｢ラジカツスターズ！at THE CATCH!!｣ #1、#4（7月6日、27日）
- アイカツシリーズ5周年記念特番「みんなのアイカツ！〜星のあかりでゆめをみて〜」（8月30日、テレビ東京）
- あにてれ｢アイカツ！ミュージックフェスタ2017 LIVE Blu-ray｣発売記念オーディオコメンタリー（11月29日、12月2日）

2018年
- あにてれ「アイカツ！ミュージックフェスタ in アイカツ武道館！直前スペシャル！メンバーみんなで武道館公演の中身を大予想！？さらに｢AIKATSU GENERATION｣MusicVideoも初解禁！みんなで一緒に鑑賞会！」（2月14日）
- YouTube「AIKATSU GENERATION」ミュージックビデオ（2月14日）
- SHOWROOM「Mi☆nA ROOM」第1回配信（6月11日）
- SHOWROOM 配信（12月5日）

2019年
- 文化放送 超A&G+「虹のコンキスタドール ふわりん放送室」ゲスト出演（2月18日 - 22日）
- あにてれ「アイカツ！ミュージックフェスタ inアイカツ武道館＜DAY2＞」スペシャルコメンタリー（3月31日）
- FM FUJI「Mi☆nAとENGAG.INGのミラクルラジオスターター！」メインパーソナリティ（第1回 10月4日～ 最終出演回 2020年9月18日 毎週金曜23:30 - 24:00）

2020年
- FM FUJI「相沢梨紗のラジオ活動」ゲスト出演（1月6日）
- 「プロジェクト東京ドールズ」コラボ記念生放送 ゲスト出演（1月23日）
- 堀越せな生誕祭＋デビュー4周年記念スペシャル（3月21日）
- DSPM STREAM FESTIVAL DAY2（3月29日）
- Mi☆nA 結成2周年記念配信！（4月22日）
- Mi☆nA オフィシャルYoutubeチャンネル「いくぜミーナ」開設（5月26日）
- Mi☆nA 3.5th LIVE オンラインでもいくぜミーナ！（6月15日）
- ASOBINOTES ONLINE FES（6月28日）
- 『電音部』-企画会議-（7月3日）
- Mi☆nA×ENGAG.INGオンラインライブ by DSTV（7月12日）
- BANDAI×BN Pictures Festival (ゲスト出演)（8月10日）
- Risuko Sasakama Birthday Stream（8月30日）
- #バンナムフェス Blu-ray発売記念生配信（9月12日）
- 『電音部』 生放送特番 -購買部-（9月25日）
- テレビ朝日「全力坂」（9月29日・10月5日、テレビ朝日）
- FM FUJI「ディアステ電音部-012-」メインパーソナリティ（第1回 10月2日～第26回 2021年3月26日 毎週金曜23:30 - 24:00）
- アソビストアエキスポ 電音部 -EXPO特番-（10月16日）
- 電音部-外神田文芸高校- 1st Mini Album「New Park」オンラインイベント（10月18日、28日）
- スポーツの秋！音楽の秋！今こそ引きこもれ！DSインドア体育音楽祭（10月25日）
- コロプラチャンネル「アリス・ギア・アイギス」×「プロジェクト東京ドールズ」コラボ直前生配信 ゲスト出演（11月26日）

2021年
- 個人Youtubeチャンネル「堀越さん家のせなちゃんねる」（2025年4月以降チャンネル名「せなちゃんねる【堀越せな】」）開設（1月1日）
- #堀越せな生誕祭2021（1月27日）
- 『電音部』進捗報告会（2月7日）
- 声援団 チャリティイベント（3月14日）
- 電音部非公式自主練『PALLET PARK in AKIBA 2nd』（3月21日） 
- エンタメスポーツフェス　みんなでドドンと春祭り（3月28日） 
- 最響カミズモード！コンプリートBOXプロジェクト スタッフトークショー（5月23日）
- 『電音部』ベストアルバム発売記念オンラインDJイベント（5月28日）
- .yell Live 個人配信（7月5日- 随時）
- 電音部WEBラジオ ゲスト出演（7月23日・30日・9月3日・10日）
- 「長谷川玲奈のぽんチャンネル」 ゲスト出演（8月22日）
- ラジオ日本 / BSNラジオ「長谷川玲菜の会いにきなせや」第49回・50回 ゲスト出演（9月5日・12日）
- あらかるとチャンネル 対談企画～KIZUNA～ 第１弾・第２弾（9月6日・13日）
- アソビストアエキスポ2021 電音部 コンセプトRemixCD 発売記念無料DJイベント/電音部 デジタルクリエイティ部（10月4日）
- 電音部WEBラジオ パーソナリティー（12月3日 - 随時）
- Youtubeチャンネル「堀越さん家のせなちゃんねる」生配信（12月11日- 随時）
- 電音部 1st GAME-βテスト- ゲスト（12月26日）

2022年
- 「アイカツスターズ！」5周年記念特別番組『Resound Stars!』（2月19日）
- アソビストアステーション 第３回 ゲスト（3月3日）
- 電音部 進捗報告会 第2部開幕直前スペシャル（3月30日）
- れな＊show 2022 ~ザ・ゴールデン・スペシャル~（5月6日）
- 電音部 2周年記念企画説明会・2周年感謝祭生放送（6月26日）
- DENONBU COUNTDOWN -ブルッと底冷え はちゃめちゃお家でゴーンだ夜-（12月31日 - 翌日）

2024年
- ASOBICHANNEL 電音部メンバーシップ限定DJ配信（初出5月23日 - 随時）
- 「アイカツ！ミュージックフェスタ FINAL」Live Blu-rayリリース記念 オーディオコメンタリー生配信（6月9日）

## ディスコグラフィ
『AIKATSU☆STARS!』名義ほか下記以外のコンテンツ・舞台等でリリースした各媒体は『AIKATSU☆STARS!』ほか各該当のページを参照のこと。

### CD
| 発売日  | 商品名                            | 楽曲                     | 備考                                                                     |
| 2020年  | 2020年                            | 2020年                   | 2020年                                                                   |
| ------- | --------------------------------- | ------------------------ | ------------------------------------------------------------------------ |
| 7月5日  | 夢見少女推し化計画（MJDS-1171）   | 「夢見少女推し化計画」   | 同年6月に発表した2曲目の個人ソロ曲。中村純一作曲、作詞は自らが手掛けた。 |
| 2025年  |                                   |                          |                                                                          |
| 6月22日 | SenaMomo 1st EP『Twilight Spell』 | 「Twilight Spell」       | Studio Sandix制作による遠入ももとのデュオ曲。                            |
| 6月22日 | SenaMomo 1st EP『Twilight Spell』 | 「Over My Imagination!」 | Studio Sandix制作による3曲目の個人ソロ曲。                               |

| タイトル             | 発売日         | 規格品番  | 備考 |
| -------------------- | -------------- | --------- | --- |
| ミラクルこまらないで | 2018年6月15日  | MJDS-1084 | |
| さよならのキセツ     | 2018年8月4日   | MJDS-1087 | |
| 恋のマジックナンバー | 2018年10月13日 | MJDS-1092 | |
| みんな×2Mii☆nnA!!    | 2019年5月15日  | MJDS-1140 | |
| Stormy               | 2020年11月25日 | MJDS-1168 | 2018年10月に発表した個人名義初の楽曲「せな×SENA☆センセーション」も収録。 配信販売のみであったMi☆nAの楽曲「流星スターライン」も収録。 |

### キャラクターソング
| 発売日   | 商品名                                                       | 歌                                                         | 楽曲                                                                                           | 備考                                     |
| 2020年   | 2020年                                                       | 2020年                                                     | 2020年                                                                                         | 2020年                                   |
| -------- | ------------------------------------------------------------ | ---------------------------------------------------------- | ---------------------------------------------------------------------------------------------- | ---------------------------------------- |
| 10月28日 | 電音部-外神田文芸高校- 1st Mini Album 『New Park』           | 茅野ふたば（堀越せな）                                     | 「アイドル狂戦士（feat. 佐藤貴文）」                                                           | 『電音部』関連曲                         |
| 10月28日 | 電音部-外神田文芸高校- 1st Mini Album 『New Park』           | 外神田文芸高校                                             | 「Hand Over（Prod. TEMPLIME）」                                                                | 『電音部』関連曲                         |
| 2021年   |                                                              |                                                            |                                                                                                |                                          |
| 6月30日  | 電音部 ベストアルバム -シーズン.0-                           | 外神田文芸高校                                             | 「Blank Paper（Prod. TEMPLIME）」                                                              | 『電音部』関連曲                         |
| 10月30日 | 最響カミズモード！ コンプリートBOX 神音コレクション          | 亜山ルナ（堀越せな）                                       | 「I'm With You」 「闇を壊して」 「ナニモカモ」                                                 | テレビアニメ『最響カミズモード！』関連曲 |
| 2022年   |                                                              |                                                            |                                                                                                |                                          |
| 6月29日  | 電音部 ベストアルバム -シーズン.1-The Lights                 | 外神田文芸高校、神宮前参道學園、港白金女学院、帝音国際学院 | 「You Are The Light」                                                                          | 『電音部』関連曲                         |
| 6月29日  | 電音部 ベストアルバム -シーズン.1-The Lights                 | 茅野ふたば（堀越せな）                                     | 「アイドル Break All（feat. IOSYS）」                                                          | 『電音部』関連曲                         |
| 6月29日  | 電音部 ベストアルバム -シーズン.1-The Lights                 | 外神田文芸高校                                             | 「pop enemy（feat. Shinpei Nasuno）」 「アキバサイクル（Prod. TEMPLIME）」 「NEW FRONTIER!」   | 『電音部』関連曲                         |
| 6月29日  | 電音部 ベストアルバム -シーズン.1- The Lights 完全生産限定盤 | 茅野ふたば（堀越せな）                                     | 「DEN-ON-BU VOICE KIT」                                                                        | 『電音部』関連曲                         |
| 8月13日  | 電音部 スカッと夏晴れ！☀️はちゃめちゃビーチでドーンだYo！    | 外神田文芸高校                                             | 「レモン少女 (feat. 近藤秀次)」                                                                | 『電音部』関連曲                         |
| 10月6日  |                                                              | 茅野ふたば（堀越せな）                                     | 「シンデレラ・マジック・ステージ」                                                             | 『電音部』関連曲                         |
| 12月15日 |                                                              | 外神田文芸高校                                             | 「UNDERCOVER (feat. Shinpei Nasuno)」                                                          | 『電音部』関連曲                         |
| 2023年   |                                                              |                                                            |                                                                                                |                                          |
| 2月23日  |                                                              | 外神田文芸高校                                             | 「アキバ20XX」                                                                                 | 『電音部』関連曲                         |
| 3月16日  |                                                              | 外神田文芸高校                                             | 「Let's La Viva!」                                                                             | 『電音部』関連曲                         |
| 4月6日   |                                                              | 外神田文芸高校                                             | 「再発見！アキバ探訪☆(Prod.Kijibato)」                                                         | 『電音部』関連曲                         |
| 7月27日  |                                                              | 茅野ふたば（堀越せな）・アキノ（星ノ谷しずく）             | 「夢中にちゅ・ちゅ・ちゅ・ちゅーにんぐあっぷ!(Prod. MOSAIC.WAV)」                              | 『電音部』×『WIXOSS』コラボ楽曲          |
| 2024年   |                                                              |                                                            |                                                                                                |                                          |
| 3月14日  |                                                              | 外神田文芸高校                                             | 「Triぴーす✌ひふみふフリーダム(Prod. かめりあ)」                                               | 『電音部』関連曲                         |
| 3月27日  |                                                              | 外神田文芸高校                                             | 「桃源郷コンダクター」                                                                         | 『電音部』関連曲                         |
| 8月28日  | 外神田文芸高校 single「PLAY/PAUSE」                          | 外神田文芸高校                                             | 「PLAY/PAUSE (feat. TAKU INOUE)」 「Mani Mani[外神田文芸高校]」 「トアルトワ[外神田文芸高校]」 | 『電音部』関連曲                         |
| 2025年   |                                                              |                                                            |                                                                                                |                                          |
| 2月15日  |                                                              | 外神田文芸高校                                             | 「デンパジャック(Prod. PandaBoY)」                                                             | 『電音部』関連曲                         |
| 5月8日   |                                                              | 茅野ふたば（堀越せな）                                     | 「わたあたチェンジャー」                                                                       | 『電音部』関連曲                         |
| 5月22日  |                                                              | 外神田文芸高校                                             | 「DryDryDry」                                                                                  | 『電音部』関連曲                         |
| 6月5日   |                                                              | 外神田文芸高校                                             | 「Brighter Starlight」                                                                         | 『電音部』関連曲                         |

### その他参加楽曲
| 発売日         | 商品名                                                                            | 歌                                       | 楽曲                            | 備考                          |
| -------------- | --------------------------------------------------------------------------------- | ---------------------------------------- | ------------------------------- | ----------------------------- |
| 2020年8月26日  | 羞恥心に殺される                                                                  | 乱躁滅裂ガールズ                         | 「乱躁滅裂ガール」              |                               |
| 2021年10月30日 | 最響カミズモード！コンプリートBOX 神音コレクション DISC 01（規格品番：SRML-1034） | 株元英彰・堀越せな with DJ KAMMYと神音隊 | 「カ！カ！カ！カミズモード！」  | 「最響カミズモード！」 関連曲 |
| 2021年10月30日 | 最響カミズモード！コンプリートBOX 神音コレクション DISC 01（規格品番：SRML-1034） | 株元英彰・堀越せな with DJ KAMMYと神音隊 | 「笑顔でBYE！～カミズモ音頭～」 | 「最響カミズモード！」 関連曲 |

### DVD
| 発売日         | 商品名                                        | 規格品番  | 備考 |
| -------------- | --------------------------------------------- | --------- | ---- |
| 2020年11月28日 | Mi☆nA 3.5th LIVE オンラインでもいくぜミーナ！ | MJDS-1167 |      |